# I segreti di Nicholas Flamel, l'immortale - L'incantatrice
I segreti di Nicholas Flamel, l'immortale - L'incantatrice (The Sorceress: The Secrets of the Immortal Nicholas Flamel), abbreviato come L'incantatrice, è un romanzo fantasy per ragazzi del 2009 di Michael Scott. È il terzo volume della saga I segreti di Nicholas Flamel, l'immortale, iniziata con L'alchimista.
L'Incantatrice del titolo è Perenelle Flamel (sebbene nel testo della traduzione italiana Perenelle Flamel non venga mai chiamata Incantatrice, ma Fattucchiera).

## Trama
La vicenda narrata in questo volume si svolge tra lunedì 4 e martedì 5 giugno 2007.
Nicholas Flamel ha appena visto Parigi andare distrutta sotto i suoi occhi, rasa al suolo da Dee e Machiavelli, senza che l'alchimista abbia potuto fare nulla per evitarlo; è stato occupato a difendere i gemelli Sophie e Josh Newman, che continuano a dare segnali inequivocabili di essere i gemelli della profezia. Sebbene Dee sia riuscito ad appropriassi del Libro di Abramo il Mago, gli mancano le due preziosissime pagine che occorrono agli Oscuri Signori per realizzare l'Invocazione Finale e allineare i Regni d'Ombra. Sfortunatamente Flamel diventa giorno dopo giorno sempre più debole, e sua moglie Perenelle (l'incantatrice del titolo), è ancora prigioniera ad Alcatraz. Se spera di sconfiggere Dee definitivamente, l'anziano alchimista deve trovare qualcuno in grado di insegnare ai gemelli la terza magia elementare, quella dell'acqua. L'unico capace di ciò è Gilgamesh, anche se egli è completamente pazzo.

## Nuovi personaggi
- Palamede
- William Shakespeare
- Billy the Kid
- Gilgamesh
- Cernunnos
- Nereo

## Edizioni
- Michael Scott, I segreti di Nicholas Flamel, l'immortale - L'incantatrice, Milano, Mondadori, 2010, 505 p. ISBN 978-88-04-60247-7